# MFK Chakhtior Donetsk
Maillots
Le MFK Chakhtior Donetsk est un club ukrainien de futsal basé à Donetsk.

## Palmarès
- Championnat d'Ukraine (5)
  - Champion : 2002, 2004, 2005, 2006 et 2008
  - Vice-champion : 2009

- Coupe d'Ukraine (3)
  - Vainqueur : 2003, 2004 et 2006

- Supercoupe d'Ukraine (3)
  - Vainqueur : 2005, 2006 et 2008